# Makiyamaia mammillata
Makiyamaia mammillata é uma espécie de gastrópode do gênero Makiyamaia, pertencente a família Clavatulidae.